# Himne Nacional del Perú
L'Himne Nacional del Perú és un dels símbols nacionals del Perú, la lletra del qual pertany a don José de la Torre Ugarte i la música a don José Bernardo Alcedo (També Alzedo). Va ser adoptat l'any 1821, amb el títol de Marxa Nacional del Perú.

## Història

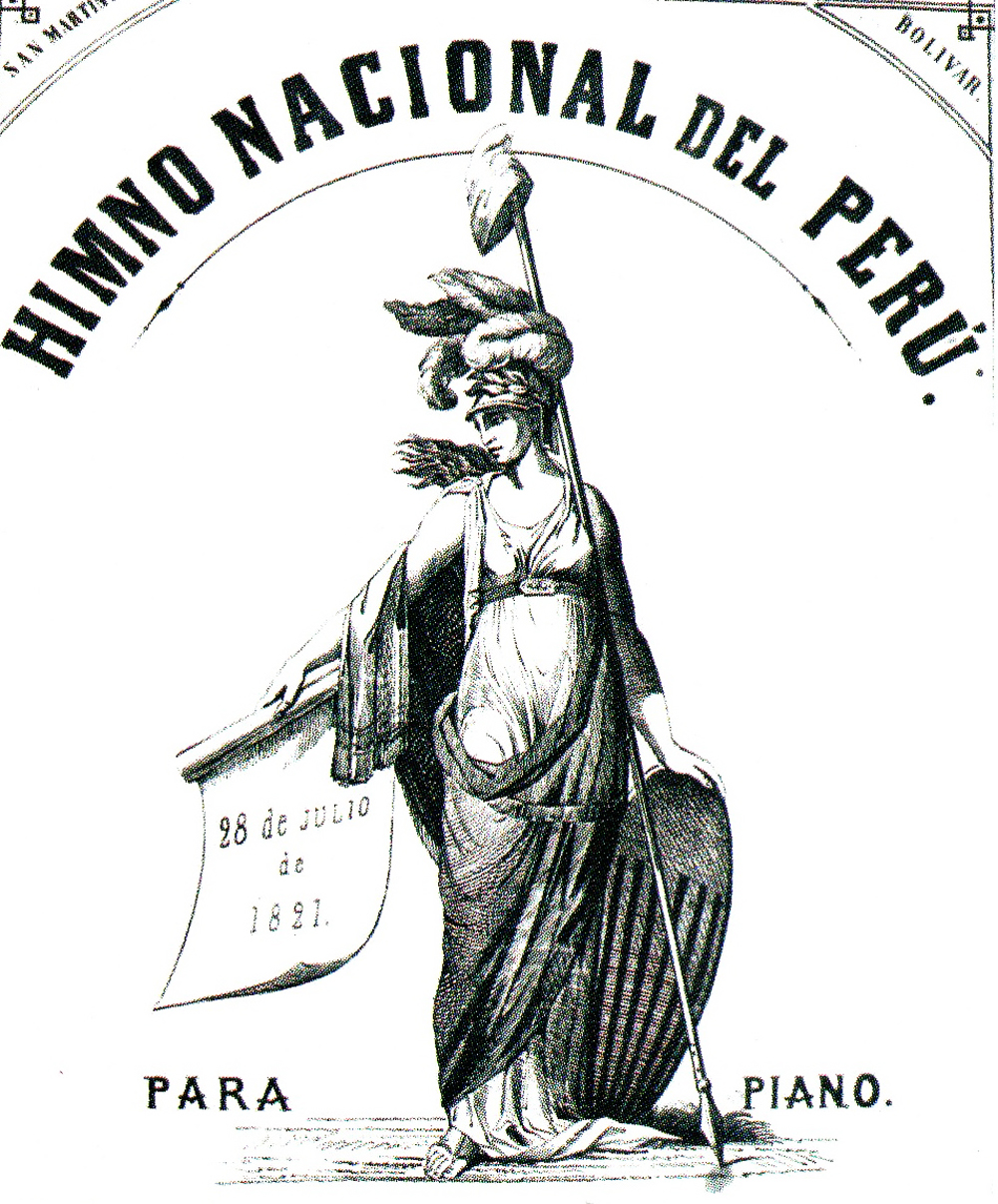
Retrato l'Himne Nacional del Perú des de 1821 amb arribada de don Jose San Martín el 1821 i Simon Bolivar el 1824.

Després de proclamar la independència nacional, el general José de Sant Martín va convocar a un concurs públic per triar la Marxa Nacional del Perú, convocatòria que va ser publicada el 7 d'agost de 1821, en la Gaseta del Govern.
En l'anunci es convocava a tots els professors de belles lletres, als compositors i aficionats en general, perquè dirigeixin les seves produccions signades al Ministeri d'Estat abans del 18 de setembre, dia en el qual una comissió designaria quina d'elles seria adoptada com la Marxa Nacional. L'autor de la composició triada, seria retribuït pel públic i el govern amb la gratitud.
Van ser set les composicions que van entrar en el concurs:
- La del músic major del batalló «Numància»
- La del mestre Alcedo
- La del mestre Huapaya
- La del mestre Tena
- La del mestre Filomeno
- La del pare Aguilar, mestre de capella dels Agustinians.
- Una altra més del mestre Alcedo, en aquell temps germà terciari del Convent de Santo Domingo.

Aquest certamen es va realitzar amb tota probabilitat en el saló de don José de Riglos, on es van realitzar les proves per mitjà auditiu, utilitzant-se para tal fi en el clave (no clavicordi) d'aquest amic íntim i col·laborador de Sant Martín.
Aquest últim, al no trobar, entre les set obres escoltades, una Marxa del seu gust, va resoldre adoptar, provisionalment i de facto, la presentada en últim terme per Alcedo.
Adoptada la Marxa, va procedir Alcedo a la seva orquestració i assaig per l'orquestra del Teatre, la qual va poder així estrenar-la oficialment en la nit del 23 de setembre de 1821, al Teatre de Lima, en una funció a la qual van assistir Sant Martín i diversos prohoms de la independència nacional que en aquesta data es trobaven a la capital. La veu de Rosa Merino va ser la primera a entonar aquesta cançó nacional. L'auditori, en escoltar la música i lletra de l'Himne Nacional, va respondre posant-se dempeus.
Les estrofes originals van ser compostes pel poeta iqueny de la Facultat d'Arts, don José de la Torre Ugarte.
Diverses publicacions anar fent petits canvis tant en la lletra com en la música, que fou restaurada i novament arreglada per Claudio Rebagliati el 1869, a comanda de José Bernardo Alcedo. El 1874 es va presentar una sol·licitud en la qual es va demanar la convocatòria a un concurs per reformar la lletra de l'Himne Nacional, en vista de les successives versions que hi circulaven, a més dels petits defectes que li trobaven. Aquesta iniciativa, tot i que va ser aprovada, no va prosperar, a causa del rebuig que va generar en l'opinió pública per l'arrelament i el reconeixement que el temps li havia donat, fent d'ella una tradició ja consolidada.

El 8 de maig de 1901, a Lima, s'aprova l'Edició Oficial restaurada de l'Himne Nacional del Perú segons es dicta de la següent manera:
| « | "Visto el memorial presentado por el profesor de música don Claudio Rebagliati, manifestando: que la canción nacional del Perú, compuesta por el maestro don José Bernardo Alzedo y adoptada por el Supremo Gobierno en 1821, ha sido adulterada desde entonces, por no haber existido sino una partitura para bandas militares, y que en 1869, no pudiendo el maestro Alzedo por su avanzada edad escribir en forma la música del himno, comisionó al recurrente profesor Rebagliati con ese propósito, obteniendo en seguida el trabajo de éste la plena aprobación de aquél, y teniendo en consideración: Que la comisión nombrada por el Ministerio de Gobierno, en 13 de abril de 1900, compuesta de los profesores don J. M. Valle-Riestra, don Benjamín Castañeda, don F. Francia, don S. Berriola i don Pedro López Aliaga, asegura en el informe que corre en estos actuados, que la restauración del himno hecha por el profesor Rebagliati, es aceptable, por las varias razones que aduce, entre otras, la de hallarse ella conforme con una cartina del puño del maestro Alzedo, Proporcionada a la comisión por el profesor don Francisco Filomeno: y Que es necesario poner fin a las alteraciones caprichosas hechas en la canción nacional, para que se conserve tal como fue arreglada por su autor; SE RESUELVE: 1º Apruébase la restauración de la música del himno patrio (...). 2º En los actos oficiales no podrá entonarse otro himno que el aprobado por esta resolución, (...). Regístrese, comuníquese y publíquese; Rúbrica de S.E-Zapata." | » |

També en 1901 va haver-hi un nou intent reformista, aquesta vegada, aprovat pel govern d'Eduardo López de Romaña, qui, després d'aprovar la música de l'Himne restaurada per Claudio Rebagliati, va disposar que es convoqués a un concurs per triar una nova lletra per considerar l'original de José de la Torre Ugarte, com a agressiva cap a Espanya, tenint en compte que en aquells temps les relacions entre tots dos països eren cordials. Aquest concurs ho va guanyar el poeta José Santos Chocano, les estrofes del qual amb el mateix cor van arribar a cantar-se a les escoles públiques i es van publicar en els cançoners populars. Les estrofes del poeta de Lima eren:
| « | I Si Bolívar salvó los abismos San Martín coronó la altitud; y en la historia de América se unen como se unen arrojo y virtud. Por su emblema sagrado la Patria tendrá siempre, en altares de luz cual si fuesen dos rayos de gloria, dos espadas formando una cruz II Evoquemos a aquellos que un día nos legaron eterna lección; y ensalcemos, no en vanas palabras sino en hechos, la Paz y la Unión. ¡Trabajemos! Las manos sangrientas se depuran en esa labor; ¡que la guerra es el filo que corta, y el trabajo es el nudo de amor! III El trabajo nos ciñe laureles, si la lucha nos dio libertad. ¡Trabajemos! ¡Abramos la tierra, como se abre a la luz la verdad; arranquemos el oro a las minas; transformemos la selva en hogar; redimamos el hierro en la industria y poblemos de naves el mar! IV A vivir subyugados sin gloria, prefiramos morir sin baldón, que así sólo verán nuestros héroes satisfecha su noble ambición. ¡Somos libres! Gritaron los pueblos; y la Patria fue libre a esa voz, ¡como el Orbe salió de la Nada a una sola palabra de Dios! | » |

Però no va passar gaire temps perquè novament l'opinió pública reclamés l'antiga lletra, sent tanta la pressió que el Congrés peruà es va veure obligat en 1913 durant el govern de don Guillermo Billingurst a declarar intangible, tant la lletra com la música de l'Himne nacional.

En 1959, a comanda de Raúl Porras Barrenechea, Chabuca Granda va compondre un reemplaçament per a la primera estrofa de l'himne, no obstant això, aquesta no es va difondre.
| « | Gloria enhiesta en milenios de historia fue moldeando el sentir nacional y fue el grito de Túpac Amaru el que alerta, el que exige y el que impele, hacia la libertad. Y el criollo y el indio se estrechan anhelantes de un único ideal y la entrega de su alma y su sangre dio el blanco y los rojos del emblema que al mundo anunció que soberano se yergue el Perú. Para gloria de Dios. | » |

Durant el govern militar del general Juan Velasco Alvarado es va intentar modificar el segon i tercer paràgraf. De la mateixa forma el govern de Francisco Morales Bermúdez va disposar que en cerimònies oficials i col·legis, es cantés l'última estrofa en lloc de la primera. Amb l'inici del segon govern de Fernando Belaúnde Terry es va tornar a cantar l'Himne amb la primera estrofa.
El Tribunal Constitucional va determinar el juny de 2005 que la primera estrofa de l'himne no és de l'autoria de José de la Torre Ugarte, sinó més aviat fruit del folklore popular i que la seva inserció en l'himne expressa la voluntat del poble peruà representat al Parlament Nacional mitjançant la Llei Nº 1801; pel que mereix mantenir-se com a intangible. No obstant això, també va verificar que s'havia exclòs la cinquena estrofa original de l'himne i considerant la legislació dels drets d'autor i la integritat de l'obra va ordenar que es restitueixi aquesta cinquena estrofa que, en la versió actual de l'himne, seria la sisena estrofa d'un total de set.
Al setembre de 2009, el Govern del Perú va disposar que es cantés en cerimònies oficials l'última estrofa (En su cima los Andes sostengan...) en lloc de la primera, la qual cosa es va realitzar el 24 de setembre (Dia de les Forces Armades) i el 8 d'octubre (Dia del Combat d'Angamos).
L'himne es canta amb la mà dreta sobre el pit, a l'altura del cor. En cerimònies, en culminar d'entonar-ho, el celebrant pronuncia Viva el Perú! i la concurrència respon 'Viva!'